# Flatenvägen

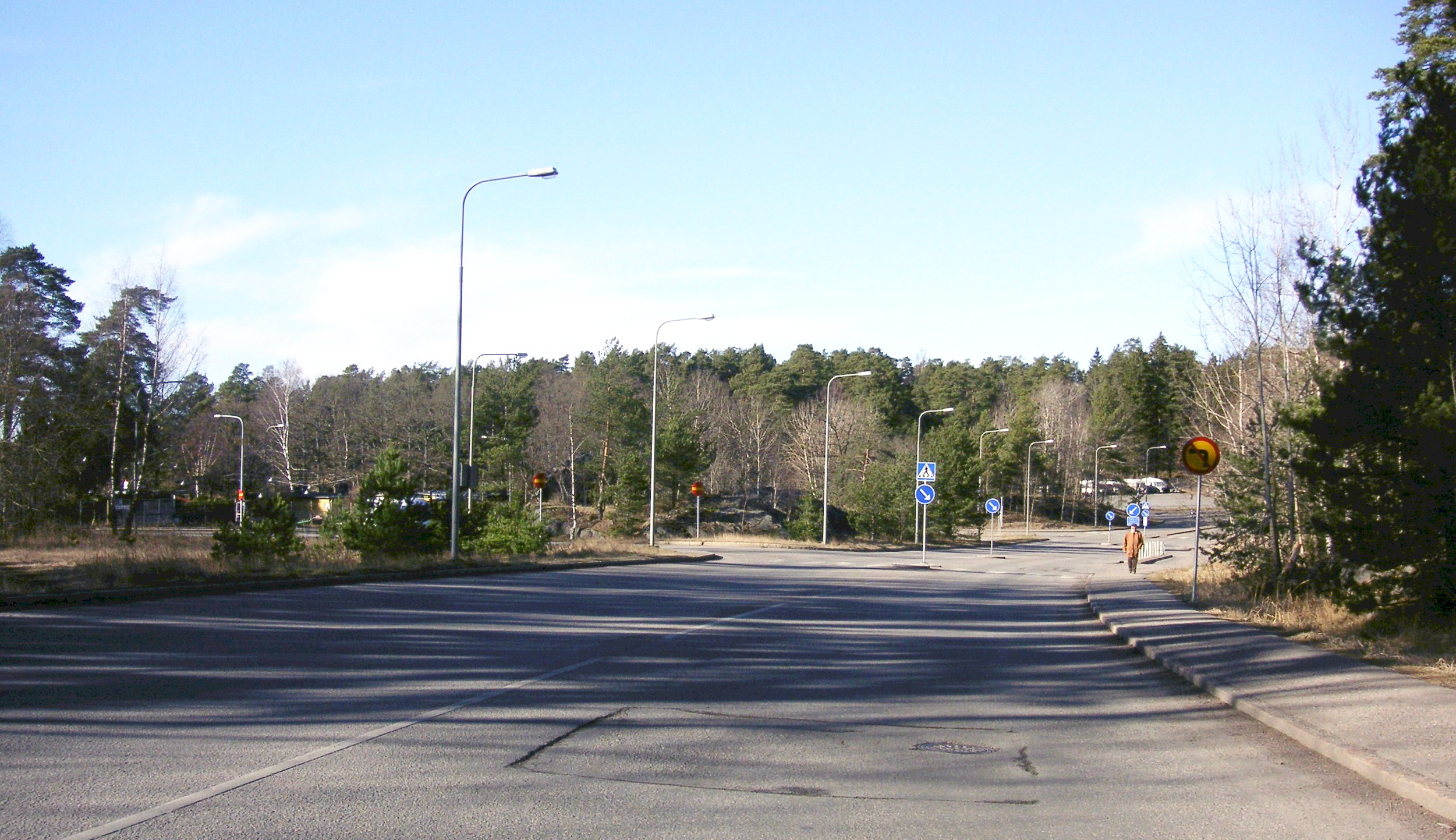
Flatenvägen mot väster i höjd med Flatenbadet (till vänster), 2008.

Flatenvägen är en gata i stadsdelarna Skarpnäcks Gård och Flaten i Söderort inom Stockholms kommun. 
Vägen sträcker sig från korsningen av Gamla Tyresövägen och Tyresövägen (länsväg 229) till trafikplatsen Älta där den övergår i Ältavägen. Flatenvägen (som då hette Tyresövägen) var fram till 1969 landsvägen till Tyresö då den ersattes av nuvarande motorvägen som går nästan parallellt med och norr om Flatenvägen vilken redan 1934 fick en delvis ny sträckning när Flatenbadet anlades. Vid Flatenvägen ligger Skarpnäcks värmeverk (nr 15), Flatenbadet (nr 200) samt en av ingångarna till Flatens naturreservat.